# 南沙河站
南沙河站是一个京沪线上的铁路车站，位于山东省滕州市南沙河镇，建于1911年，目前为四等站，邮政编码为277513。目前客运：办理旅客乘降；行李、包裹托运；不办理货运营业。